# 기간테스 델 시바오

기간테스 델 시바오(Gigantes del Cibao)는 도미니카 공화국 산프란시스코데마코리스에 위치한 프로 야구팀이다. 도미니카 윈터 베이스볼 리그 소속이며, 에스타디오 후리안 하비어 야구장을 홈구장으로 사용하고 있다. 리그 우승 기록 및 캐리비안 시리즈 우승 기록은 없다.